# آلي غراهام
آلي غراهام (بالإنجليزية: Ally Graham)‏ (29 أبريل 1993 باسكتلندا في المملكة المتحدة - ) هو لاعب كرة قدم بريطاني في مركز الهجوم. لعب مع نادي دمبرتون ونادي فالكيرك.

## وصلات خارجية
- آلي غراهام على موقع قاعدة بيانات كرة القدم.إي يو (الإنجليزية)
- آلي غراهام على موقع Soccerbase.com (لاعب) (الإنجليزية)